# Caldron (club sexual)
El Caldron fue un club gay ubicado en San Francisco (California), que abrió en 1980 y cerró sus puertas en 1984. Fue llamado "el epítome del club de sexo desinhibido, abandonado y 'cutre'".

## Descripción
Situado en un almacén reconvertido, el local era descaradamente un lugar donde los hombres iban a practicar sexo. Al igual que otros locales similares, no tenía licencia para vender alcohol; los clientes traían su propio alcohol, normalmente cerveza, que se almacenaba en una nevera y se les entregaba una ficha que podían canjear por una lata de la marca de cerveza que habían traído. Se le calificó de "ejemplar" por ser uno de los primeros locales en promover el sexo seguro con la llegada de la crisis del Sida.
Los propietarios eran Hal Slate y Stephen Gilman. El club contaba con dos bañeras para los que quisieran orinarse encima. Las luces no se atenuaban[8]. Había mesas y bancos para practicar sexo y tirachinas. Los martes eran para espectáculos de lluvia dorada, los jueves para el fisting; también se reservaban noches para la masturbación. Se conserva un cartel que anunciaba su Orgía del Primer Aniversario. El nombre Caldron, según el propietario Gilman, era el comentario del I Ching sobre sí mismo.
Slate y Gilman eran miembros del San Francisco Gay Men's Chorus, que tras los ensayos del coro de los lunes a veces se trasladaba al Caldron para una fiesta privada. La música de ópera era el fondo. Los San Francisco Jacks, un club de masturbación, se reunían en el Caldron.